# Bok (druktechniek)

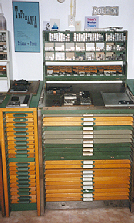
Een bok voor driekwartkasten (rechts) en een smalle bok voor smoutkasten.

Een bok is een houten meubel waarin letterkasten worden bewaard. Ook worden de woorden zetbok of loket gebruikt.
Meestal biedt een bok ruimte aan twintig kasten. Dit zijn laden waarin zich loden letters bevinden. Aanvankelijk werden aparte boven- en onderkasten in zetbokken opgeborgen. Na de komst van de zetmachine werden beide soorten kasten samengevoegd in één driekwartkast. Een handzetter haalt een kast uit het meubel en staat daarna aan de bok om handzetsel te vervaardigen.